# Muscatine
Muscatine är en stad (city) i Muscatine County i delstaten Iowa, USA. Muacatine är administrativ huvudort (county seat) i Muscatine County.
Staden är bland annat känd för att Kinas president Xi Jinping tillbringade två veckor där som gäst hos en amerikansk familj.